# آسيامريكا
اسيأمريكا (بالإنجليزية: Asiamerica)‏ هي جزيرة كبيرة تشكلت من كتلة لوراسيا, الصخرية مفصولة بتشكيل بحري قاري ضحل من أوراسيا إلى الغرب وشرق أمريكا الشمالية إلى شرقـًا .أدرجت هذه المنطقة إلى ما هو المعروفة الآن بالصين ومنغوليا وغرب الولايات المتحدة وكندا الغربية. الأدلة الحفرية تخبرنا إن اسيأمريكا كانت موطن لكثير من الديناصورات والثدييات وما قبل التاريخ منها، وهي موجوده أصلا في أواخر العصر الطباشيري إلى عصر الإيوسين، ولكنها تشكلت مرة أخرى في بداية العصر الجليدي، على الرغم من إن آسيا ترتبط بأمريكا عن طريق إحدى الكتل الجليدية عبر المحيط الهادئ وهذ الذي ربط آسيا بألاسكا

أعلى جزء في هذه القارة هو جرينلاند وأدنى منطقة مغموره هو القطب الشمالي.